# Tarcie zewnętrzne
Tarcie zewnętrzne – tarcie występujące na styku dwóch ciał stałych będących w ruchu (tarcie kinetyczne/ruchowe) lub w spoczynku (tarcie statyczne). 
Tarcie zewnętrzne kinetyczne dzieli się na:
- tarcie ślizgowe – gdy ciała przesuwają się względem siebie lub gdy ciała spoczywają względem siebie a istnieje siła dążąca do przesunięcia ciał,
- tarcie toczne – gdy ciało toczy się po powierzchni drugiego.

Wielkość siły tarcia zależy od siły nacisku ciał, rodzaju materiału, ich gładkości i wielu innych czynników.